# 狀元橋 (蕉嶺縣城)
状元桥，位于中国广东省梅州市蕉岭县城，为蕉岭县的一个县级文物保护单位，类型为古建筑，公布时间为1985年。
状元桥的历史年代为明代。